# 399 Perzefona
399 Perzefona (mednarodno ime je 399 Persephone) je asteroid tipa X (po SMASS) v asteroidnem pasu. 

## Odkritje
Asteroid je odkril nemški astronom Max Wolf ( 1863 – 1932) 23. februarja 1895 v Heidelbergu, Nemčija. Imenuje se po boginji Perzefoni iz grške mitologije. 

## Lastnosti
Asteroid Perzefona obkroži Sonce v 5,34 letih. Njegova tirnica ima izsrednost 0,071, nagnjena pa je za 13,116° proti ekliptiki. Njegov premer je 49,13 .